# Królowie Ilirii

## Mityczni władcy
- Illyrios (eponim Ilirów) [syn Kadmosa i Harmonii; według innej wersji Polifema i Galatei]
- Hyllos [syn Heraklesa]
- Daunios

## Historyczni królowie Ilirii

### KrólowieTaulantiów
- Galaouros (przed 600)
- Nieznani władcy(?)
- Glaukias (ok. 335-302)
- Nieznani władcy(?)
- Zależność od Epiru 275-167

Plemiona iliryjskie

- Wolne państwo pod zwierzchnictwem Rzymu 167-30

### KrólowieAutariatów
- Pleurias (ok. 337-335)

### KrólowieDardanów
- Bardylis I (ok. 395-358)
- Grabos (ok. 358-335) [syn?]
- Klejtos (ok. 358-335) [syn Bardylisa I]
- Bardylis II (ok. 335-295) [syn?]
- Monunios I (ok. 295-280) [syn?]
- Mytilos (ok. 270) [syn?]
- Longaros (ok. 230)
- Monunios II (ok. 180/70) [teść Gentiosa, króla Ilirii]

### KrólowieArdiajów
- Pleuratos I (ok. 344)
- Nieznani władcy(?)
- Pleuratos II (ok. 260-250)
- Agron (ok. 250-230) [syn]
- Pinnes (230-217) [syn]
  - Teuta (regentka 230-228; abdykowała; władczyni w części państwa ze stolicą w Rhizon 228-217) [macocha; wdowa po Agronie]
  - Demetriusz z Faros (regent 228-219; zmarł 214/213) [ojczym Pinnesa]
- Skerdylaidas (władca części królestwa ok. 218-212; król Ardiajów 212-206) [syn Pleuratosa II]
- Pleuratos III (206-181) [syn]
- Gentios (koregent 206-181; król iliryjski (rex Illyricorum) 181-168) [syn]
- Podbój Ilirii przez Rzym 168
- Ballajos (król w Rhizon 167-135)

## Królestwo Ilirii(1816-1849)
- Franciszek I (1816-1835)
- Ferdynand I (1835-1848)
- Franciszek Józef I (1848-1849)